# Leopardkatt
Leopardkatt (Prionailurus bengalensis) är ett kattdjur som lever i Sydostasien. Djuret har ungefär samma storlek som en tamkatt och i artens utbredningsområde finns ett stort antal färgvarianter och underarter.
Artepitet i det vetenskapliga namnet är bildat av det geografiska namnet Bengalen och det latinska tillägget -ensis (relaterad till).

## Kännetecken
På grund av den nämnda variabiliteten har leopardkatter från östra Sibirien ett annat utseende än individer från de indonesiska öarna. I södra delen av utbredningsområdet är grundfärgen mera gulaktig medan den i norra regioner är gråbrun. På kroppen finns ett större antal svarta fläckar och huvudet pryds av svarta strimmor. Fläckarna utgörs hos den norra populationen av stora rosetter och hos den södra populationen av små prickar. Kroppslängden ligger mellan 45 (Java) och 60 centimeter (Sibirien) och svanslängden mellan 20 och 40 centimeter.
I norra delen av utbredningsområdet väger arten upp till 7,1 kg och i södra delen blir individerna mellan 0,55 och 3,8 kg tunga.

## Utbredning
Leopardkatten lever alltid i närheten av vattenansamlingar men annars ställer djuret inga större anspråk. Den finns i tropisk regnskog, i barrskogar, på gräsland, i buskskogar och i bergsregioner. Den är inte skygg för människans bosättningar och ibland syns leopardkatter som vandrar över odlingsmark. Arten når i Himalya nästan 4500 meter över havet.
Utbredningsområdet sträcker sig från Amurregionen i sydöstra Sibirien över Korea och Kina till Indien, Pakistan och Indonesien. Arten finns på flera öar som Jeju, Taiwan och Hainan. I dessa områden skiljas arten i flera underarter, som ibland listas som självständiga arter.

## Levnadssätt
Leopardkatten är främst aktiv på natten men den kan även vara dagaktiv. Arten lever utanför parningstiden ensam. På dagen vilar den i håligheter i träd eller bergssprickor. Den vistas vanligen på marken men har bra förmåga att klättra. Djuret är inte vattenskyggt och simmar för att komma över floder eller för att jaga fiskar. På så sätt når leopardkatten mindre öar i närheten av fastlandet. Bytesdjuren utgörs av möss, hardjur, fåglar, kräldjur och insekter samt fiskar och kräftdjur.
Före ungarnas födelse skapar modern ett näste i trädens håligheter, i täta buskar, i mindre grottor, under stora rötter eller mellan stora stenar. Fortplantningen sker i tropiska regioner under alla årstider och i tempererade områden under våren. När den första kullen dör kan honan para sig igen. Efter 60 till 70 dagar dräktighet föds två till fyra ungar. Ungarna föds blinda och de öppnar sina ögon efter cirka tio dagar. De börjar efter ungefär 23 dagar med fast föda och de blir könsmogna efter 18 månader. Leopardkatter i fångenskap levde upp till 13 år.

## Underarter
Olika underarter blev beskrivna. Följande lista är enligt Mammal Species of the World:
- Prionailurus bengalensis bengalensis (bengalisk katt[2]), Indien, Bangladesh, Sydostasien, Yunnan
- Prionailurus bengalensis alleni
- Prionailurus bengalensis borneoensis, Borneo
- Prionailurus bengalensis chinensis, Kina, Taiwan
- Prionailurus bengalensis euptilurus/euptailura, östra Sibirien, Mongoliet
- Prionailurus bengalensis heaneyi
- Prionailurus bengalensis horsfieldii, Himalaya
- Prionailurus bengalensis javaensis, Java
- Prionailurus bengalensis rabori
- Prionailurus bengalensis sumatranus, Sumatra
- Prionailurus bengalensis trevelyani, östra Pakistan

I andra avhandlingar förekommer bland annat:
- Prionailurus bengalensis manchurica, Manchuriet
- Prionailurus bengalensis minutus, Filippinerna
- Iriomotekatt, Prionailurus bengalensis ssp. iriomotensis, Iriomote (enligt vissa en egen art[7])

## Övrigt
I vissa regioner, huvudsakligen i Kina, jagas djuret för pälsens skull. Europeiska stater importerar idag inga pälsar från leopardkatten men ett större antal levereras till Japan. Hela beståndet räknas inte som hotad men i vissa områden blev djuret sällsynt.
Iriomotekatten (Prionailurus iriomotensis) räknades tidigare som en underart till leopardkatten, men denna utgör idag en egen art.
Kattrasen Bengal uppkom som en korsning mellan tamkatt och leopardkatt.